# Рес (царь)
Рес (др.-греч. Ῥῆσος) — персонаж древнегреческой мифологии. Сын речного бога Стримона и музы Евтерпы или Терпсихоры. По версии, сын Каллиопы (псевдо-Еврипид это исключает). Согласно Гомеру, сын Эионея. Гектор сделал его царем Фракии. Его женой была Арганфона из Вифинии.
Фракиец, защитник Трои. Убит Одиссеем и Диомедом, либо убит одним Диомедом. В V веке до н. э. останки Реса афиняне перевезли из Трои на Стримон, где основали Амфиполь (Амфиполис).
Действующее лицо трагедии Псевдо-Еврипида «Рес». В честь мифологического персонажа назван астероид (9142) Рес.